# Adolphe Pierre Leleux
Pour les articles homonymes, voir Leleux.
Adolphe Pierre Leleux, né le 15 novembre 1812 à Paris et mort dans la même ville le 27 juillet 1891, est un peintre et graveur français.
Il est le frère du peintre Armand Leleux (1818-1885).

## Biographie
Peintre autodidacte, Adolphe Pierre Leleux expose au Salon à partir de 1835. Cette première année, il y présente des scènes de la campagne picarde. Formé à la gravure dans l'atelier d'Alexandre Vincent Sixdeniers, il décide de se consacrer essentiellement à la peinture en 1837. En 1838, il découvre la Bretagne et multiplie les scènes de genre inspirées de la campagne bretonne qui lui vaudront le surnom de « Leleux le Breton ». En 1847, il fait un séjour à Constantine avec Edmond Hédouin. Son inspiration s'élargit alors à l'Algérie, l'Espagne, le Morvan ou les Pyrénées. En 1848, il rencontre le peintre Charles Chaplin qu'il initie à la campagne française. Peintre réaliste post-romantique, Adolphe Leleux était notamment l'ami de Théophile Gautier et de Gérard de Nerval.

## Œuvres dans les collections publiques
- Chantilly, musée Condé : Bûcherons bretons, 1845, huile sur toile.
- Cognac, musée d'Art et d'Histoire : Jour de marché dans le Finistère, 1875.
- Dijon, musée des Beaux-Arts : Sortie d'auberge en Vendée, 1857, huile sur toile, 98 × 138 cm.
- Montpellier, musée Fabre : La Sortie (Paris, 1848), 1850, huile sur toile, 102 × 62 cm.
- Quimper, musée des Beaux-Arts :
  - Une noce en Bretagne, 1863[1].
  - Jour de fête en Cornouailles, la lutte bretonne, 1864, huile sur toile, dépôt du musée des Civilisations de l'Europe et de la Méditerranée.
- Versailles, musée national des châteaux de Versailles et de Trianon :
  - Edmond Hédouin (1820-1889), 1880, huile sur toile ;
  - Le Mot d'ordre. 24 février 1848, 1848, huile sur toile.

Œuvres d'Adolphe Pierre Leleux
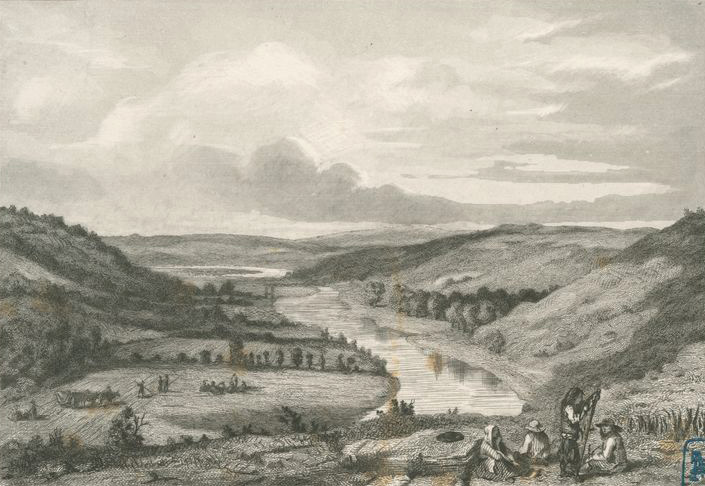
Cours de la Doufine (1844), gravure de Charles Jacque d'après Leleux, New York Public Library.
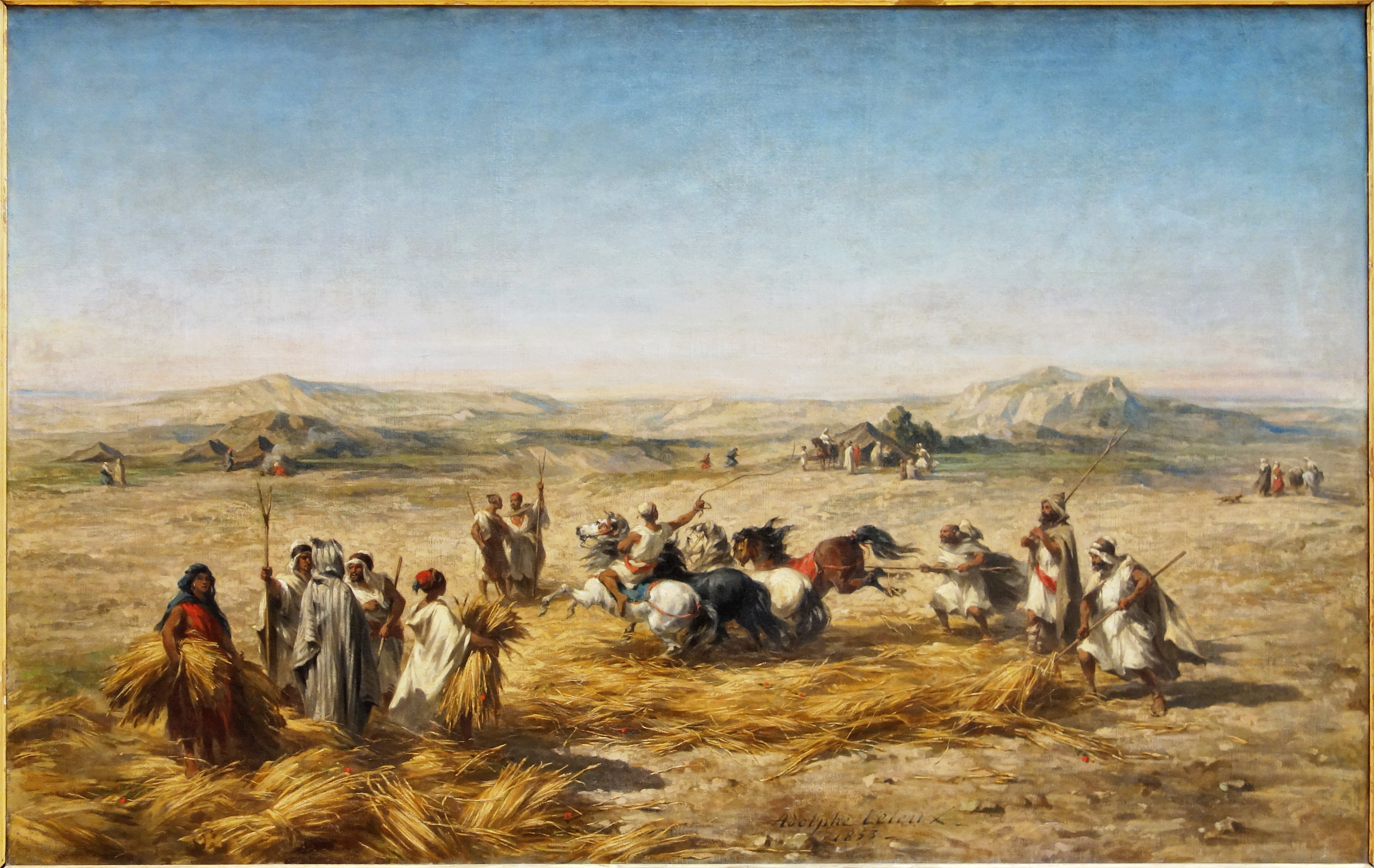
Dépiquage des blés en Algérie (1853), palais des Beaux-Arts de Lille.
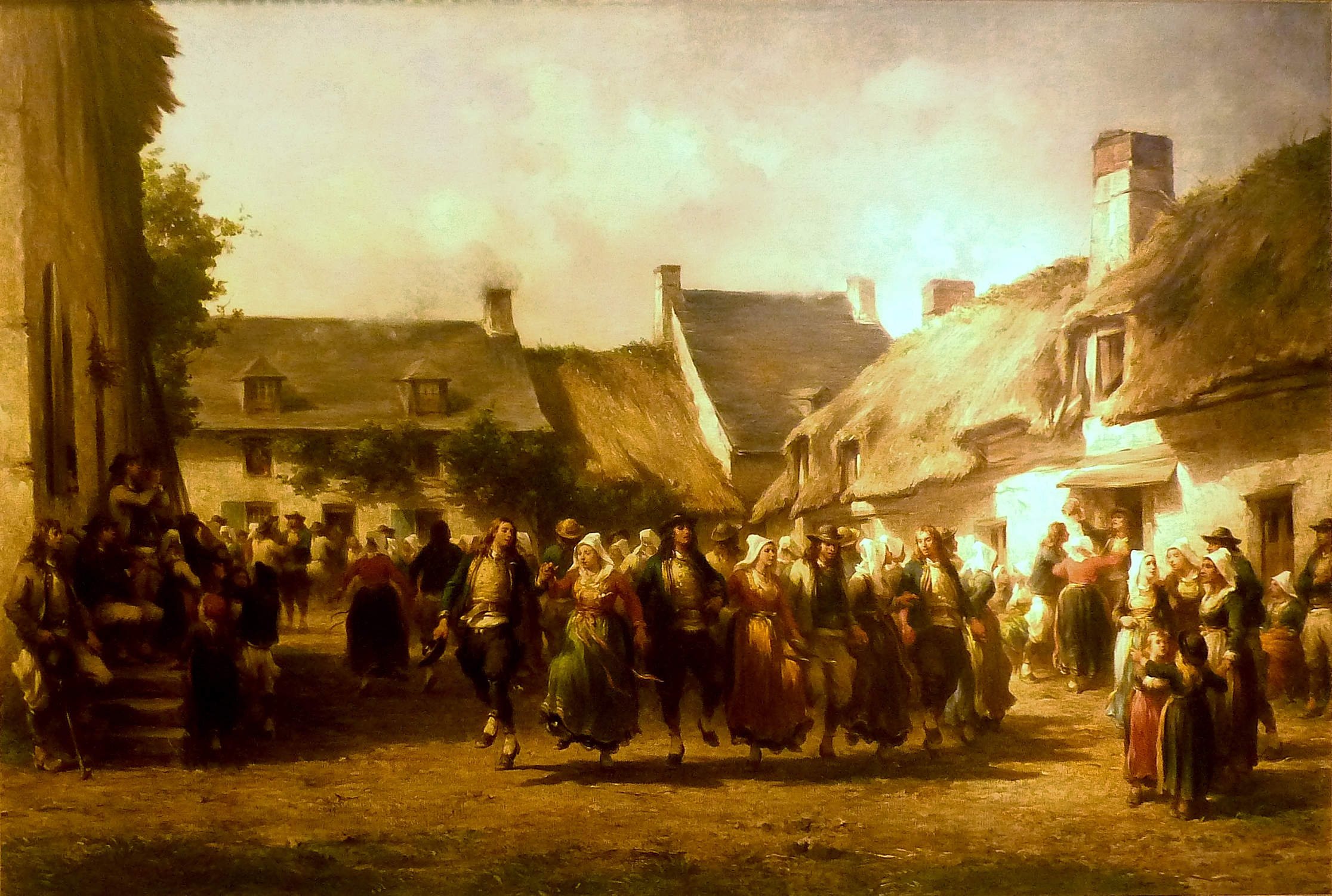
Une noce en Bretagne (1863), musée des Beaux-Arts de Quimper.
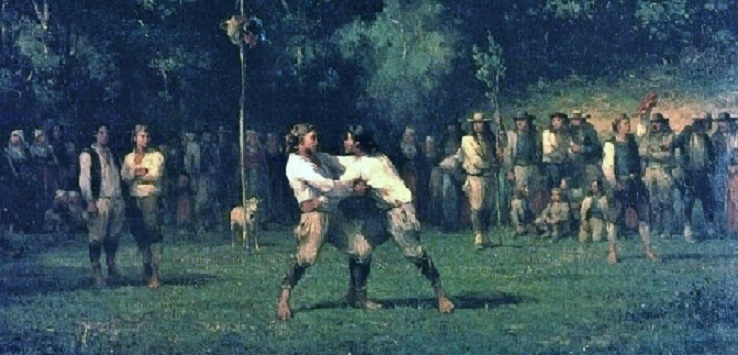
Jour de fête en Cornouaille, la lutte bretonne (1864), musée des Beaux-Arts de Quimper.
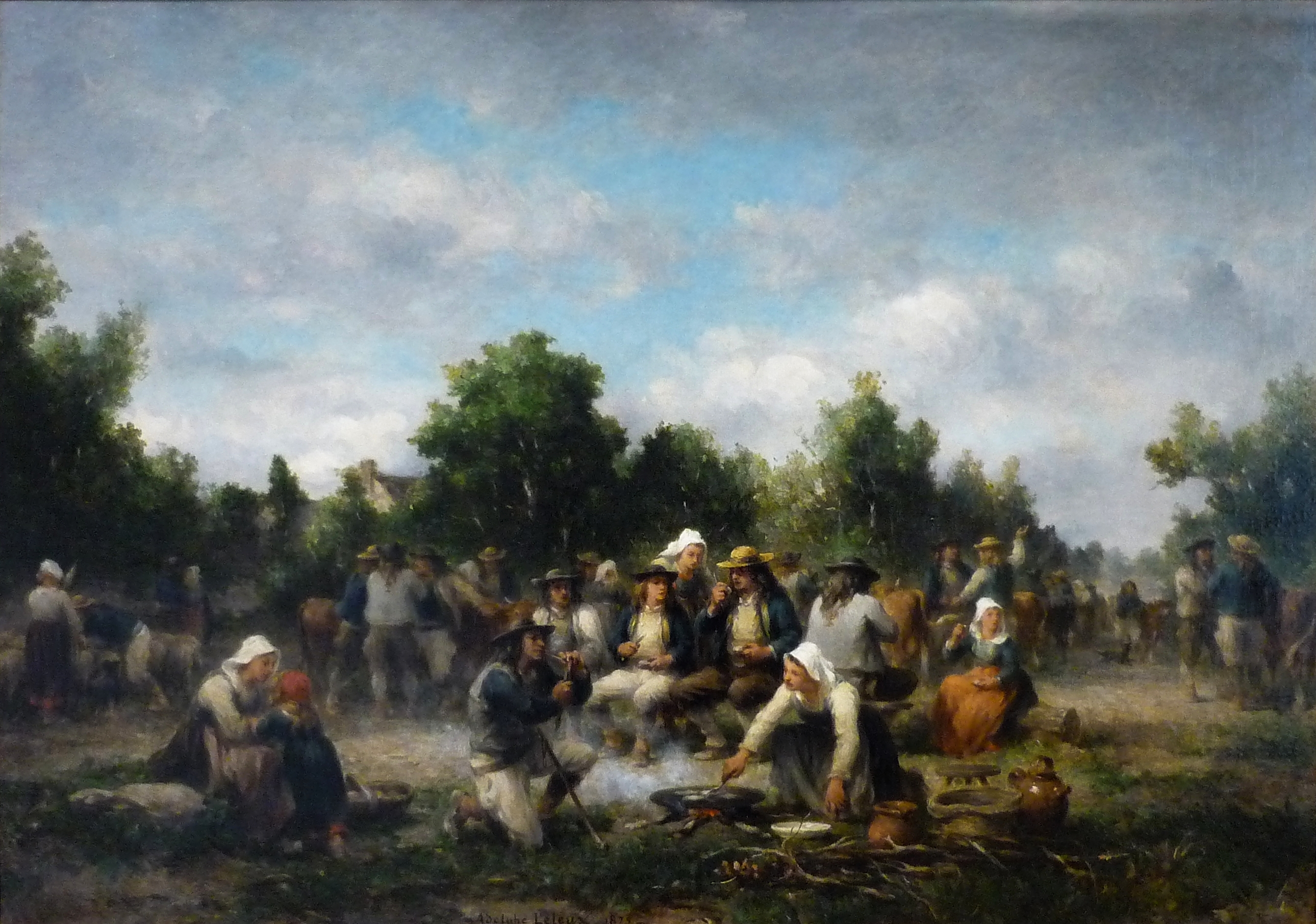
Jour de marché dans le Finistère (1875), musée d'Art et d'Histoire de Cognac.